# Copa Piauí 2017
In 2017 werd het achtste Copa Piauí gespeeld voor voetbalclubs uit de Braziliaanse staat Piauí. De competitie werd georganiseerd door de FFP en werd gespeeld van 16 augustus tot 11 november. 4 de Julho werd kampioen. 
Aan de competitie namen de vijf beste teams van het Campeonato Piauiense 2017 deel, uitgezonderd de kampioen. De winnaar mag deelnemen aan de Campeonato Brasileiro Série D 2018.

## Eerste fase
| Plaats | Club          | Wed. | W | G | V | Saldo | Ptn. |
| ------ | ------------- | ---- | - | - | - | ----- | ---- |
| 1.     | 4 de Julho    | 8    | 4 | 2 | 2 | 17:14 | 14   |
| 2.     | Parnahyba (1) | 8    | 4 | 2 | 2 | 12:10 | 14   |
| 3.     | Ríver         | 8    | 4 | 1 | 3 | 16:12 | 13   |
| 4.     | Piauí         | 8    | 1 | 4 | 3 | 12:15 | 7    |
| 5.     | Flamengo      | 8    | 1 | 3 | 4 | 9:15  | 6    |

 (1): Parnahyba werd uitgesloten omdat ze een niet-speelgerechtigde speler opgesteld hadden.
|  | Geplaatst voor finale |

## Finale
4 de Julho werd kampioen omdat het beter gepresteerd had in de eerste fase.
Heen
|                  |       |                                                            |            |                    |
| 4 november 16:00 | Ríver | 0 – 4                                                      | 4 de Julho | Albertão, Teresina |
| 4 november 16:00 |       | 35' Wagner Lauretti 66' João Pedro 70' Wagner 78' Thalyson |            | Albertão, Teresina |

Terug
|                   |            |                                                               |       |                               |
| 11 november 20:00 | 4 de Julho | 0 – 4                                                         | Ríver | Estádio Ytacoatyara, Piripiri |
| 11 november 20:00 |            | 14' Wallyson 24' Lucas Silva 80' Sony Andersson 90+4' Davyson |       | Estádio Ytacoatyara, Piripiri |

### Kampioen
| Copa Piauí de 2017             |
| Piripira                       |
| ------------------------------ |
| 4 De JULHO Kampioen (1° titel) |